# Metlika
 Metlika  (tysk: Möttling) er en by og en kommune i det sydøstlige Slovenien. Byen ligger på den vestlige bred af floden Kupa på grænsen til Kroatien. Kommunen er den centrale enhed i området Bela Krajinaa i den tidligere region Dolenjska.

## Navn
Metlika er første gang omtalt i skriftlige kilder i 1228 som Metlica (og som Methlica i 1268 og Metlika i 1337). Navnet har sin oprindelse i det slovenske ord metlika ('gåsefod') og refererer således til den lokale flora. Tidligere havde byen det tyske navn Möttling.

## Historie
Udgravninger har vist, at området har været beboet siden forhistorisk tid. Omkring 1205 blev byen optaget i staten Krain, der var en del af Det Tysk-Romerske Rige, og i 1335 fik byen bypriviliegier. Byen blev ofte angrebet af det Osmanniske Rige i 1400- og 1500-tallet. I 1600-talet blev byen ramt af jordskælv og i 1705 blev byen ødelagt af en omfattende brand.
Slottet i Metlika er oprindeligt fra 1400-tallet og er bygget over den gamle bydel. Den blev genopført i begyndelsen af 1700-tallet efter byens brand og atter beskadiget af en brand i 1790. Slottet er omdannet til museum i dag og udstiller bl.a. malerier af slovenske kunstnere. Byens største kirke er opførst efter branden i 1705 og fremstår i barokstil.